# Ouragahio
Ouragahio est une ville bété, dans l'ouest de la Côte d'Ivoire, au nord de Gagnoa (département de Gagnoa) dans la région du Gôh (ex-Fromager), dont elle est une sous-préfecture.

## Représentation politique
L'Assemblée nationale de Côte d'Ivoire compte 223 députés élus pour 5 ans.
| Date d'élection | Identité       | Parti    | Qualité                                                          | Statut |
| --------------- | -------------- | -------- | ---------------------------------------------------------------- | ------ |
| 1980            |                | PDCI-RDA |                                                                  | élu    |
| 1985            |                | PDCI-RDA |                                                                  | élu    |
| 1990            |                | PDCI-RDA |                                                                  | élu    |
| 1995            | Laurent Gbagbo | FPI      | historien et écrivain, président de la République de 2000 à 2011 | élu    |
| 2001            | Boli Saturnin  | FPI      |                                                                  | élu    |

Le mandat de l’Assemblée nationale élue en 2001 s'achevait le 16 décembre 2005. Mais, en raison de la crise politico-militaire de 2002, les élections législatives n'ont pas eu lieu et l’Assemblée nationale en place est demeurée en fonction et a conservé ses pouvoirs.

## Langues
Depuis l'indépendance, la langue officielle dans toute la Côte d'Ivoire est le français. La langue de la région est le bété. Le français effectivement parlé dans la région, comme à Abidjan, est communément appelé le français populaire ivoirien ou français de dago qui se distingue du français standard par la prononciation et qui le rend quasi inintelligible pour un francophone non ivoirien. Une autre forme de français parlé est le nouchi, un argot parlé surtout par les jeunes et qui est aussi la langue dans laquelle sont écrits deux magazines satiriques, Gbich! et Y a fohi. La région accueillant de nombreux ivoiriens issus de toutes les régions du pays, toutes les langues vernaculaires du pays, environ une soixantaine, y sont pratiquées aussi.

## Sport
La ville comporte un club de football, l'Association sportive des clubs de Ouragahio, promue en MTN Ligue 1 2008. Le club est domicilié au Stade de Ouragahio qui est en pleine rénovation, et reçoit actuellement ses visiteurs au Stade de Mama et au Parc des Sports de Treichville (Abidjan).

## Personnalités liées à la région
- Éliane Droubry (1987-), nageuse
- Laurent Gbagbo (1945-), homme politique ivoirien
- Lamine Diakité (1991-), joueur de football ivoirien
- Serge Aurier (1992-), joueur de football ivoirien
- Franck Kessié (1996-), joueur de football ivoirien
- Wilfried Singo (2000-), joueur de football ivoirien